# David L. Rabinowitz
David Lincoln Rabinowitz (sinh 1960) là một nhà thiên văn học người Mỹ, người khám phá tiểu hành tinh và là nhà nghiên cứu tại Đại học Yale.
Ông đã xây dựng camera Cảm biến CCD và phần mềm để phát hiện các tiểu hành tinh gần Trái Đất và các vật thể vành đai Kuiper, và nghiên cứu của ông đã giúp giảm số tiểu hành tinh giả định gần Trái Đất lớn hơn 1 km xuống còn một nửa, từ 1.000 đến 2.000 còn 500 đến 1.000. Ông cũng có đóng góp trong việc phát hiện các vật thể ở xa Trái Đất, siêu tân tinh, và quasar ở xa, từ đó giúp hiểu được nguồn gốc và sự tiến hóa của hệ Mặt Trời và năng lượng tối làm nhanh chóng sự giãn nở của vũ trụ.
Phối hợp với Michael Brown và Chad Trujillo của đội tìm kiếm Quasar, ông đã tham gia và phát hiện một số plutoid như 90377 Sedna (vật thể bên trong đám mây Oort đầu tiên được biết đến), 90482 Orcus, Eris (lớn hơn Sao Diêm Vương), Haumea, và Makemake, mặc dù ông không được công nhận là tìm thấy Haumea.
Cùng với Tom Gehrels của Đại học Arizona và đội của ông, Rabinowitz phát hiện hoặc đồng phát hiện nhiều vật thể thiên văn khác trong đó có 5145 Pholus và 1991 BA (chưa được công nhận).
Tiểu hành tinh 5040 Rabinowitz, một tiểu hành tinh Phocaea được phát hiện bởi Tom Gehrels tại Đài quan sát Palomar vào năm 1972, được đặt theo tên Rabinowitz để vinh danh ông và các công việc của ông.

## Danh sách phát hiện
| Tên | Ngày phát hiện | Ngày phát hiện | Chú thích/Tham khảo |
| --- | -------------- | -------------- | ------------------- |
| 90377 Sedna | 14 tháng 11    | 2003           | [1][2] MPC          |
| 90482 Orcus | 17 tháng 2     | 2004           | [1][2] MPC          |
| (120178) 2003 OP32 | 26 tháng 6     | 2003           | [1][2] MPC          |
| (120348) 2004 TY364 | 3 tháng 10     | 2004           | [1][2] MPC          |
| 136199 Eris | 21 tháng 10    | 2003           | [1][2] MPC          |
| 136472 Makemake | 31 tháng 3     | 2005           | [1][2] MPC          |
| (175113) 2004 PF115 | 7 tháng 8      | 2004           | [1][2] MPC          |
| (187661) 2007 JG43 | 10 tháng 5     | 2007           | [1][3] MPC          |
| (225088) 2007 OR10 | 17 tháng 7     | 2007           | [1][3] MPC          |
| (305543) 2008 QY40 | 25 tháng 8     | 2008           | [1][3] MPC          |
| (312645) 2010 EP65 | 9 tháng 3      | 2010           | [4] MPC             |
| (316179) 2010 EN65 | 7 tháng 3      | 2010           | [4] MPC             |
| (349933) 2009 YF7 | 19 tháng 12    | 2009           | – MPC               |
| (353222) 2009 YD7 | 16 tháng 12    | 2009           | – MPC               |
| (382004) 2010 RM64 | 9 tháng 9      | 2010           | [3][4] MPC          |
| (386723) 2009 YE7 | 17 tháng 12    | 2009           | – MPC               |
| (445473) 2010 VZ98 | 11 tháng 11    | 2010           | [3][4] MPC          |
| (471136) 2010 EO65 | 9 tháng 3      | 2010           | [4] MPC             |
| (471137) 2010 ET65 | 13 tháng 3     | 2010           | [4] MPC             |
| (471149) 2010 FB49 | 17 tháng 3     | 2010           | [4] MPC             |
| (471150) 2010 FC49 | 18 tháng 3     | 2010           | [4] MPC             |
| (471151) 2010 FD49 | 19 tháng 3     | 2010           | [4] MPC             |
| (471152) 2010 FE49 | 19 tháng 3     | 2010           | [4] MPC             |
| (471155) 2010 GF65 | 14 tháng 4     | 2010           | [4] MPC             |
| (471172) 2010 JC80 | 12 tháng 5     | 2010           | [4] MPC             |
| (471196) 2010 PK66 | 14 tháng 8     | 2010           | [3][4] MPC          |
| (471210) 2010 VW11 | 3 tháng 11     | 2010           | [3][4] MPC          |
| 1 đồng khám phá với Michael E. Brown 2 đồng khám phá với Chad Trujillo 3 đồng khám phá với Megan E. Schwamb 4 đồng khám phá với Suzanne W. Tourtellotte |                |                |                     |